# Ivan Bessonov
Ivan Alekseevich Bessonov (en russe : Ива́н Алексе́евич Бессо́нов) né le 24 juillet, 2002, à Saint-Pétersbourg, Russie, est un pianiste virtuose et compositeur russe, lauréat du « Concours Eurovision des jeunes musiciens (2018). 
 Pour la télévision russe il fut le présentateur lors du Concours Eurovision de la chanson 2019.

## Biographie
Ivan Alekseevich Bessonov est le fils de Maria Bessonova (violoniste) et d'Alexey Grigoriev (compositeur, ingénieur du son). Il commence à étudier le piano à l'âge de six ans, il est étudiant à l'école centrale de musique du Conservatoire Tchaïkovski de Moscou, dans la classe du professeur Valery Pyasetsky. Ses deux jeunes frères, Daniil et Nikita, étudient le violon également à l'école centrale de musique à Moscou et sont eux-mêmes lauréats de concours internationaux. Ils se produisent souvent en trio.

## Prix et distinctions
- 2015, Gagnant du Grand Prix du Concours International Frédérique Chopin des Jeunes pianistes[3] à Saint-Pétersbourg.
- 2016, Concours international A. Rubinstein "Piano miniature dans la musique russe" (Saint-Pétersbourg).
- 2016, Compétition des "Jeunes talents" de la ville de St. Pétersbourg, (1er prix).
- 2016, Grande Compétition internationale "Denis Matsuev" pour jeunes pianistes (à Moscou), (2016 et 2018).
- 2017, Compétition "Piano Passion" ([4]) à Astana. (1er prix dans sa tranche d'âge).
- 2017, Compétition des Jeunes Talents de Russie. (1er prix).
- En 2018, il est le premier musicien russe à gagner le "Concours Eurovision des jeunes musiciens" à Edimbourg en Ecosse[5].
- En mars 2019, il reçoit au Théâtre Bolchoï le prix international de musique BraVo[réf. souhaitée] dans la catégorie Découverte de l'année.

## Récitals
Il donne des récitals en Russie et à l'étranger (Autriche, Allemagne, Italie, etc.), collabore avec les plus grands chefs d'orchestre du monde - Valery Gergiev, Vladimir Spivakov, Alexander Sladkovsky (en).
Il présente en 2016 un programme solo au Théâtre Mariinsky, puis en 2019 dans la grande salle de l'Orchestre philharmonique de Saint-Pétersbourg.

## Son répertoire
F. Chopin - - S.V. Rachmaninov - - W.A. Mozart - - P.I. Tchaïkovsky - - C. Debussy - - J.S. Bach - -

## Compositeur
En 2015 il fait ses débuts au cinéma en tant que compositeur, il compose la musique du documentaire Varicella () réalisé par Viktor Kosakovsky.
Autres compositions : Slawischer Tanz. Walzer. Giraffe. Valse en la mineur. Valse en si mineur.

## Discographie
En mars 2019, Ivan Bessonov publie son premier disque, édité par Ars Production, où il interprète au piano des œuvres de Frédéric Chopin, ainsi que ses propres compositions,.

## Articles de presse
- Comment Ivan Bessonov, 16 ans, a-t-il remporté l'Eurovision classique ? (Interview)
- Ivan Bessonov : vainqueur de "Eurovision classique"
- Qu'est-ce que la musique a en commun avec la varicelle? Pianiste de 15 ans sur Mozart et le football
- Gergiev à propos de la victoire de Bessonov: Matsuev et moi l'avions remarqué depuis longtemps
- Ivan Bessonov joue Chopin